# Варверорт
Варверорт (нем. Warwerort) — община в Германии, в земле Шлезвиг-Гольштейн. 
Входит в состав района Дитмаршен. Подчиняется управлению КЛьГ Бюзум.  Население составляет 292 человека (на 31 декабря 2010 года). Занимает площадь 4,58 км².